# Троицкая церковь (Любегощи)
Церковь Троицы Живоначальной — православный храм в селе Любегощи Весьегонского района Тверской области России. Внутри храма сохранились росписи XIX века.

## История
Село Любегощи известно с 1552 года.
Троицкий храм был построен в 1794 году в имении дворян Калитеевских. В 1884 году вместо обветшавшей и сломанной колокольни была построена новая. В то же время была расширена трапезная. Храм имел три престола: главный во имя Святой Троицы, придельные во имя Николая Чудотворца; Иоанна Лествичника. В 1887 году придел Иоанновский придел получил второе посвящение — в честь Александра Невского.
Храм был обнесён оградой, не сохранившейся до нашего времени. В южной стороне ограды в 1888 году была поставлена небольшая кирпичная часовня, освящённая также во имя Святой Троицы. В 1915 году сооружена кирпичная сторожка.
В советское время в Троицком храме размещался совхозный склад, в сторожке — клуб, а в часовне находилась керосиновая лавка.

## Архитектура
Троицкую церковь характеризует этап развития провинциального зодчества при переходе от барокко к классицизму.
Трёхчастная композиция Троицкого храма развита по продольной оси, возвышается трёхъярусная колокольня, высоко поднимающаяся над другими объёмами. Здание храма представляет собой двухсветный четверик, который завершает небольшой восьмигранный барабан. С восточной стороны к основному объёму примыкает апсида, с западной стороны — вытянутая трапезная и колокольня.
Памятник архитектуры регионального значения.

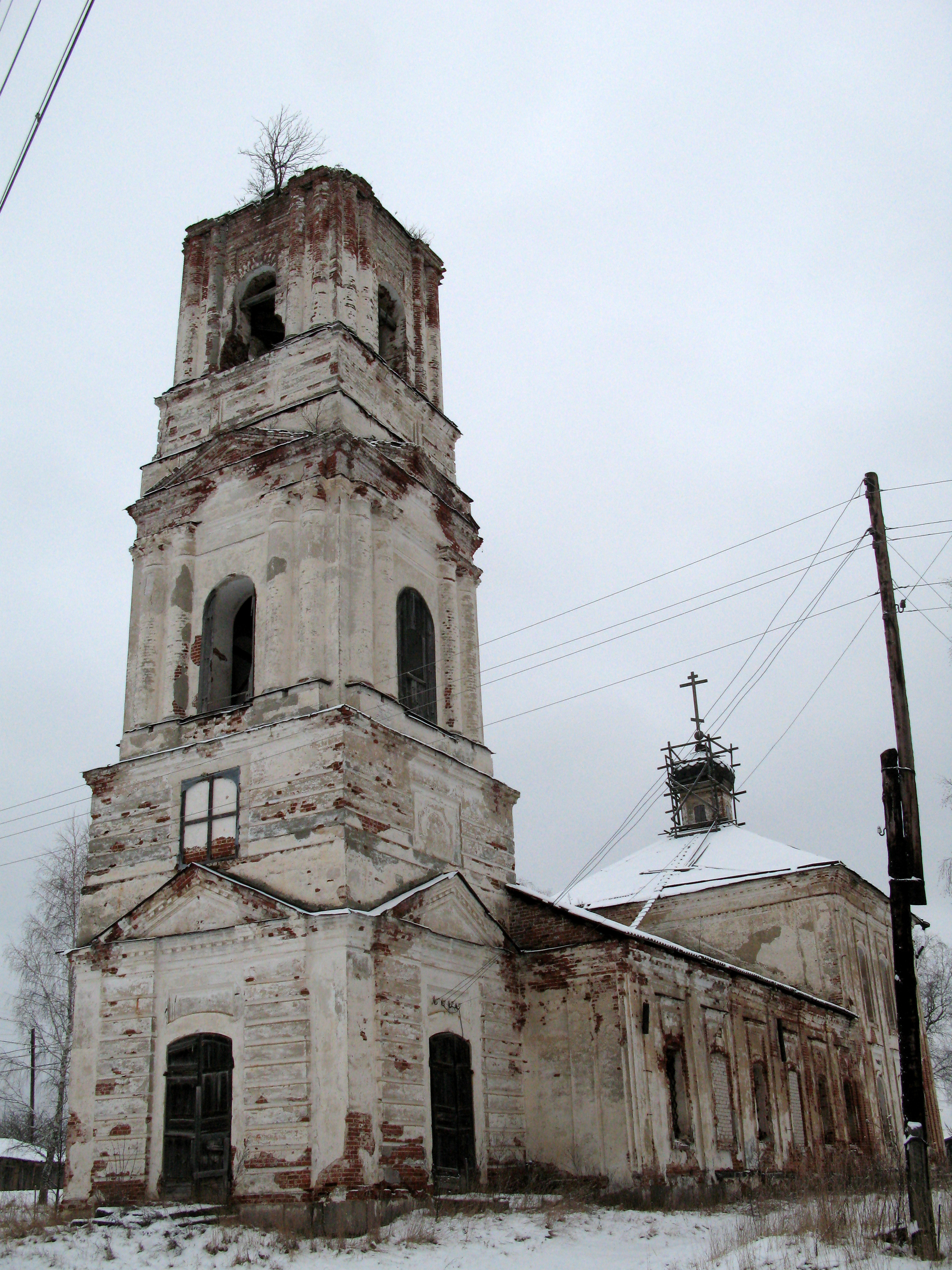
Храм зимой 2012 года.